# Johann Friedrich von Schütz

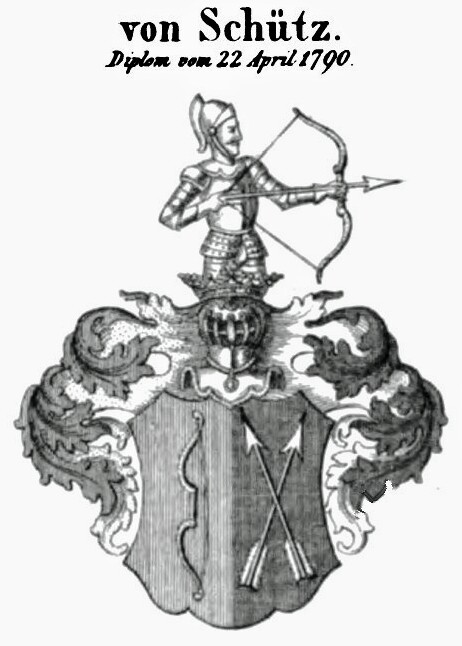
Wappen derer von Schütz zum Adelsdiplom von 1790

Johann Friedrich von Schütz, bis 1790 Johann Friedrich Schütz (* 1740 in Pasewalk; † 9. Mai 1798 in Berlin), war ein preußischer Kammerbeamter. Er war zuletzt von 1795 bis zu seinem Tode Präsident der Pommerschen Kriegs- und Domänenkammer.

## Leben
Sein Vater Johann Wilhelm Schütz war Bürgermeister von Pasewalk.
Ab 1762 studierte Schütz an der Universität Königsberg. 1763 trat er in den preußischen Staatsdienst ein. Er war zunächst im Bereich der Pommerschen Kriegs- und Domänenkammer im Forstfach tätig, wurde dann 1768 Referendar und 1770 Kriegs- und Domänenrat.
1779 wurde Schütz als Nachfolger von Karl Maximilian Ferdinand von Mauschwitz zum Direktor der Kammerdeputation zu Stendal ernannt. Doch bereits 1780 erhielt er andere Aufträge in der Neumark und in Pommern. Ende 1780 wurde Schütz zum Finanzrat im Generaldirektorium befördert und zugleich zum Nachfolger von Franz Balthasar Schönberg von Brenkenhoff im Meliorationsgeschäft in Pommern und der Neumark bestimmt; im Amt als Kammerdirektor in Stendal folgte ihm Alexander Ludwig Neuhauss. Schütz wurde von König Friedrich II. mit mehreren Projekten beauftragt, unter anderem entwarf er einen Plan für die Bildung einer Feuersozietät in Pommern.
Im Jahre 1790 wurde Schütz zusammen mit seinem Bruder, dem Geheimen Oberfinanzrat George Carl Gotthilf (1758–1805), als von Schütze in den Adelsstand erhoben. Die Direktoren der vor- und hinterpommerschen Stände, Carl von Massow und von Blanckensee, hatten sich bei Friedrich Wilhelm II. für die Nobilitierung eingesetzt. Der Bruder wurde 1803, zunächst ohne Pension, wegen Dienstverstößen verabschiedet. Dessen Tochter war mit dem Generalmajor Wilhelm von Schack verheiratet.
Zusätzlich zu seinen bisherigen Aufgaben wurde von Schütz 1795, nach der Pensionierung des Kammerpräsidenten Carl Wilhelm von Bessel, zum neuen Präsidenten der Pommerschen Kriegs- und Domänenkammer ernannt. Ferner war er Administrator der Herrschaften Schönlanke, Schwedt, Vierraden und Wildenbruch.
Nach Schütz wurde im Zuge der Kultivierung und Kolonialisierung um den Madü-See der Ort Schützenaue benannt.
Ab 1777 war er mit einer Tochter des Stettiner Kriegs- und Domänenrates Carl Lebrecht Noething (1717–1797) verheiratet. Bei seinem Tod 1798 hinterließ er die Witwe und fünf Kinder.